# Toksin
Toksin eller toxin er betegnelsen for et giftstof af biologisk oprindelse, f.eks. fra slanger, planter eller bakterier. Betegnelsen toxiner omfatter således ikke giftstoffer af ikke-biologisk oprindelse, som f.eks. de fleste kemiske kampstoffer. Ikke destomindre omtales toxiner også som kemiske kampstoffer fordi det giver en organisme en fordel i kampen mod andre organismer. Biologiske kampstoffer bruges også om toksiner og toksiske organismer, der kan anvendes militært.
Toksiner forekommer vidt udbredt i naturen. Det anslås at der findes 20 millioner forskellige toksiner i naturen.

## Farlighed
Graden af farlighed udtrykkes i form af hvor stor en dosis, der udløser enten død (LD50) eller giftvirkning TD50.
Den mest giftige slangegift har en LD50 på 25 μg per kg legemsvægt. For tetrodotoksin er den tilsvarende mængde 8 μg. For batrachotoksin, giftstoffet fra pilegiftfrøens hud, er tallet 2-7 μg. For palytoksin er det 300 ng.
Det stærkest virkende toksin er Botulinumtoksinet, der har en skønnet dødelig dosis for mennesker på 1,3-2,1 ng per kg legemsvægt intravenøst eller intramuskulært og 10-13 ng per kg indåndet.

## Eksempler på kemiske kampstoffer
- Stinkdyr bruger sin lugt som afskrækningsmiddel
- Sommerfuglelarven ophober gift fra Eng-Brandbæger (Senecio jacobaea) i sin krop, så fuglene lader den være
- Almindelig Valnød (Juglans regia) udskiller spirehæmmende stoffer fra sine blade

## Bakterielle toxiner
Blandt kendte toksiner er botulinumtoksin (botox), som dannes af bakterien Clostridium botulinum og kan føre til den sygdom botulisme, bedre kendt som pølseforgiftning.
Både  Sigella og visse E coli-bakterier producerer shiga-toksin, der blokerer proteinsyntesen og kan være livstruende, se en:Shiga toxin.
Saxitoxin (STX) er en nervegift som produceres af cyanobakterier og visse arter af marine dinoflagellater.

## Toxiner fra andre mikroorganismer
Mykotoksin er en gruppe af giftstoffer, som produceres af forskellige svampearter, hvis toksiditet varierer kraftigt. Hos gærsvampen drejer det sig om ethanol (alkohol), men blandt de mere frygtede mykotoksiner kan nævnes aflatoksin,

## Plantetoxiner
Mange uskyldigt-udseende og almindeligt forekommende planter indeholder toksiner, alkaloider og proteiner.
Lectiner i bønner og løg er naturligt forekommende toksiner som f.eks. ricin.
Endvidere findes curare, der er en samlet betegnelse for meget toksiske plantegifte (isoquinolin- eller indol-alkaloider) brugt på pile af Sydamerikanske indianere, se en:Curare.

## Toxiner fra dyr
- Giftsnoge
- Palytoksin
- Slangegift, se Hugorm
- Skorpiongift, Chlorotoxin